# Iwan Iwanowitsch der Junge

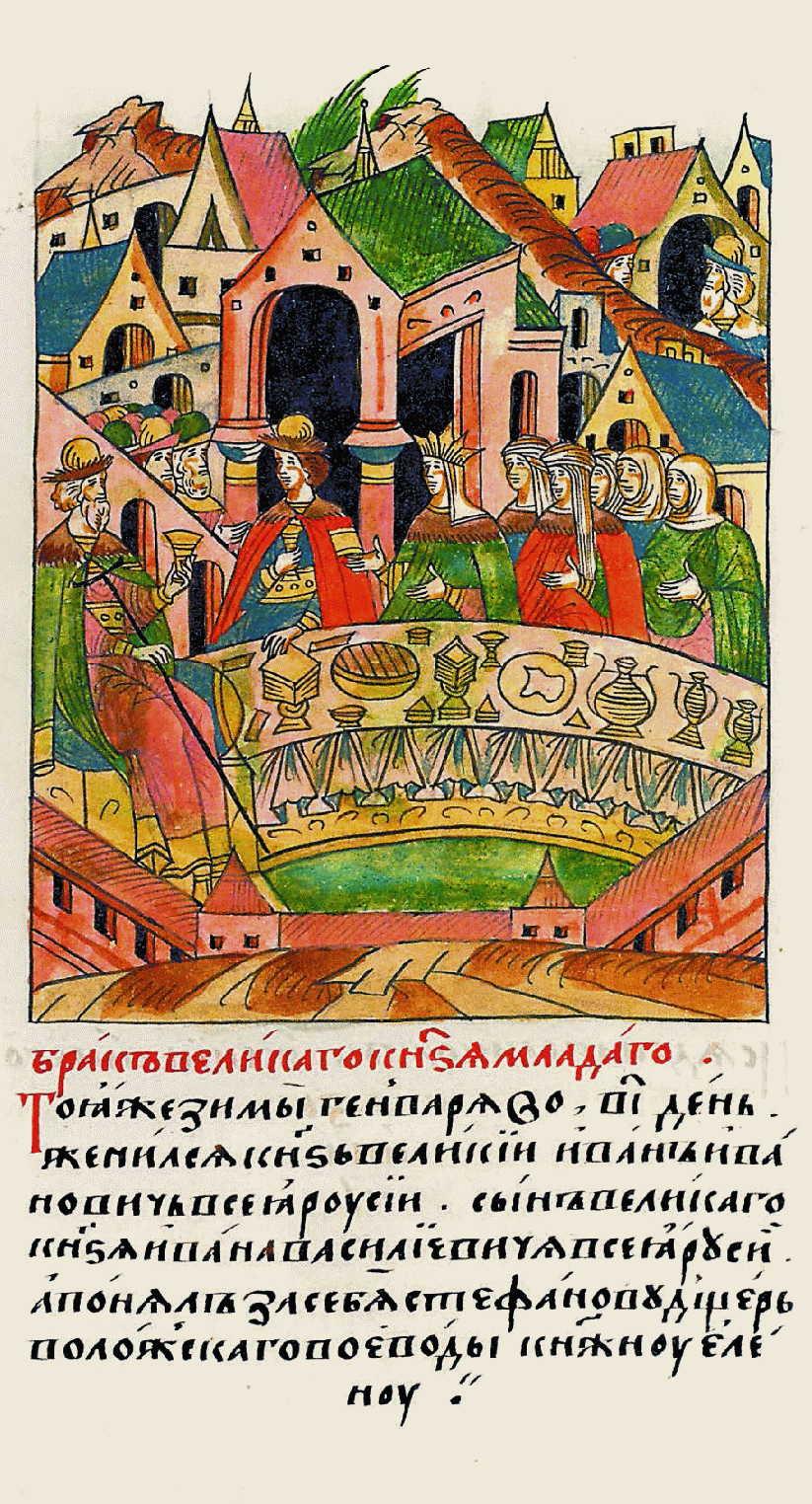
Hochzeit Iwans des Jungen mit Helena von Moldau

Großfürst Iwan Iwanowitsch, genannt der Junge (russisch Иван Иванович Молодой, wiss. Transliteration Ivan Ivanovič Molodoj; * 15. Februar 1458; † 7. März 1490) war der älteste Sohn und Thronerbe des Moskauer Großfürsten Iwans III. (des Großen). Er spielte als faktischer Mitherrscher und als Feldherr eine wichtige Rolle in der Regierungszeit Iwans III., bestieg jedoch aufgrund seines frühen Todes im Alter von 32 Jahren letztlich nicht den Thron.
Iwan der Junge wurde aus der ersten Ehe Iwans III. mit der Tochter des Fürsten von Twer, Maria, geboren. Durch die Kinderlosigkeit seines Onkels Michael von Twer wurde er später auch als Anwärter auf den Fürstenthron von Twer angesehen. Bereits 1468 begleitete er seinen Vater bei einem Feldzug gegen das Khanat Kasan. Im Jahr 1477 erklärte ihn Iwan III. zu seinem Mitherrscher. Moskauer Münzen wurden ab diesem Zeitpunkt mit den Namen beider Herrscher geprägt. In den Jahren 1472 und 1477, während sein Vater gegen Nowgorod ins Feld zog, regierte Iwan der Junge Moskau.
1480 war Iwan der Junge einer der russischen Heerführer beim Stehen an der Ugra, das das endgültige Ende der Tatarenherrschaft über Russland kennzeichnete.
1483 heiratete Iwan der Junge Helena, die Tochter des moldauischen Herrschers Stefans des Großen. Im gleichen Jahr kam ihr Sohn Dmitri Iwanowitsch der Enkel zur Welt.
Als Michael von Twer eine Allianz mit dem polnisch-litauischen Monarchen gegen Moskau plante, beteiligte sich Iwan der Junge 1485 an einem Feldzug Iwans III. gegen Twer, bei dem Michael vertrieben wurde. Anschließend wurde Iwan der Junge Großfürst von Twer, wodurch sich das alte rivalisierende Fürstentum faktisch im neuen zentralisierten Russischen Reich auflöste, das spätestens nach der Moskauer Niederwerfung Nowgorods 1477 entstanden war.
1489 erkrankte Iwan der Junge an einer „Krankheit in den Beinen“, vermutlich an der Gicht. Aus Venedig wurde ein jüdischer Arzt beordert, der jedoch nichts ausrichten konnte und später für die erfolglose Heilung hingerichtet wurde. Iwan der Junge starb am 7. März 1490. Es existiert auch eine Hypothese, dass Iwan von Sofia Palaiologa, der zweiten Frau Iwans III., vergiftet wurde, die für ihren Sohn Wassili den Weg zum Thron ebnen wollte. Diese Hypothese ist jedoch durch keine Quellen belegt. Iwan der Junge wurde in der Erzengel-Michael-Kathedrale im Moskauer Kreml bestattet.
Iwan III. trauerte um seinen ältesten Sohn und erklärte unter Umgehung der Primogenitur Dmitri Iwanowitsch den Enkel zu seinem Thronfolger und Mitherrscher. Dieser durchlief 1498 als erster in Russland eine Krönungszeremonie zum Zaren nach byzantinischem Ritus. 1502 fiel er allerdings durch Intrigen der rivalisierenden Thronfolgerpartei in Ungnade und verbrachte den Rest seines kurzen Lebens im Kerker. Nach dem Tod Iwans III. 1505 bestieg somit doch noch Wassili den Thron.